# Цингијски петлован
Цингијски петлован (лат. Mentocrex beankaensis) је врста птице научно описане 2011, која је раније сврставана у породицу барских кока (Rallidae), а данас у породицу Sarothruridae. Она је ендемит низијских сувих листопадних шума и крша западног и средњег Мадагаскара. Већа је од мадагаскарског сивогрлог петлована, а разликује се од њега по боји грла и области око очију. 
Врста је у прошлости заједно са мадагаскарским сивогрлим петлованом и западноафричким сивогрлим петлованом (Canirallus oculeus) сврставана у род Canirallus. Међутим, након спроведене студије молекуларне генетике, чији су резултати објављени 2019, а који су показали да је западноафрички сивогрли петлован сроднији врстама из других родова породице барске коке него цингијском петловану и мадагаскарском сивогрлом петловану, ове две врсте су премештене у посебан род Mentocrex (најсроднији роду Sarothrura), који је премештен у породицу .